# Популяція
Популя́ція — це сукупність організмів одного виду, що займають обмежену територію (ареал поширення об'єкта або явища) та є ізольованими від інших популяцій цього виду. Таким чином, популяція — це сукупність особин одного виду, яка характеризується спадкоємністю (тяглістю) поколінь на певній території та спільним генофондом.. Цей термін використовується в різних розділах біології, екології, антропології, демографії, медицини та психометрики. Якщо обговорюють популяцію людського виду, то в цьому випадку використовують слово «населення», що і є популяцією. Якщо мова йде про тварин чи рослини, це називають популяцією. Популяція характеризується внутрішньою гетерогенністю (неоднорідністю) особин, що дозволяє селекціонеру проводити добір в бажаному напрямку, а в практичному овочівництві гетерогенність всередині популяції полегшує адаптацію до погодних умов та інших стресових факторів. Найбільш вирівняними є гетерозисні гібриди першого покоління.

## Популяційна екологія
Популяційна екологія або демекологія — це розділ загальної екології, який займається вивченням популяцій, їхньою структури та динамікою чисельності.

## В різних теоріях
В еволюційній теорії популяція — це група особин, здатних до більш-менш сталого самовідтворення (як статевого, так і безстатевого). Популяція відокремлена (зазвичай географічно) від інших груп, з представниками яких (при статевій репродукції) потенційно можливий генетичний обмін. З точки зору популяційної генетики популяція — це група особин, всередині якої ймовірність схрещування в багато разів перевершує ймовірність схрещування з представниками інших подібних груп. Зазвичай говорять про популяції як про групи в складі виду або підвиду.
У сучасних еволюційних теоріях (наприклад, в  синтетичній теорії еволюції) популяція вважається  елементарною одиницею еволюційного процесу.

## Основні показники популяції
Популяція характеризується певними особливостями, які не характерні для окремих видів. Групові особливості — основні показники популяції:
- Народжуваність — кількість нових особин, які з'явилися за певний проміжок часу.
- Смертність — кількість особин, які померли (загинули) в популяції за певний проміжок часу.
- Густота (щільність) — це середня кількість особин у популяції на одиницю площі або об'єму;
- Чисельність — це кількість особин у популяції (в ареалі);
- Приріст популяції — різниця між народжуваністю і смертністю.

Популяції притаманні:
- спільність еволюційної долі;
- здатність до невизначено тривалого (в еволюційному масштабі часу) існування;
- наявність займаної території;
- Формування генетичної системи, що характеризується вільним, заснованим на рівноможливому поєднанні всіх типів гамет, випадковим схрещуванням особин усередині популяції (панміксія), значною ізольованістю від інших популяцій;
- адаптивне реагування на зовнішні впливи як цілого;
- наявність специфічного екологічного гіперпростору (екологічної ніші).

Розрізняють абсолютну народжуваність(B) — число особин, які народились за одиницю часу, і відносну народжуваність(b) — число особин, які з'явилися на світ за одиницю часу у розрахунку на одну особину популяції.
B=Bn/t; b=B/N
Аналогічно народжуваності, розрізняють абсолютну(D) і відносну(d) смертність.
D=Dn/t; d=D/N
Різниця між питомою смертністю і питомою народжуваністю називають виживанням або біотичним потенціалом популяції (r).
r= b-d.
Для популяції характерний логістичний і експоненціальний тип росту. Останній характеризується інтенсивним зростанням кількості особин у популяції, за умов відсутності лімітуючих факторів. Цей тип росту можна графічно зобразити у вигляді J-подібної кривої. У природних умовах такий тип не спостерігається. 
Логістичний тип росту властивий для тих популяцій, які тільки починають заселяти територію. Його можна відобразити у вигляді S-подібної кривої. Для логістичного росту характерні 3 етапи. На першому відбувається різке зростання чисельності особин у популяції, яке зовсім не залежить від ресурсної бази. На середньому етапі на ріст популяції впливають лімітуючі чинники, які, в свою чергу, дещо сповільнюють темпи росту популяції. На останньому етапі ріст чисельності популяції стабілізується і встановлюється на природно допустимому рівні. 

## Структура популяцій
Структура популяції — це власна організація популяції, тобто співвідношення різних окремих частин популяції між собою за різними ознаками.
Виділяють вікову, статеву, просторову та генетичну структури популяції.
Кожне угруповання особин, що належить до одного виду, має окреслену генетичну структуру, яка виражена в певних морфологічних особливостях виду. Генетична структура — це співвідношення у популяції різних генотипів і алельних генів. Наука, яка займається вивченням генетичних процесів у популяціях називається популяційною генетикою. За законами генетики у популяції підтримується рівновага генетичного фонду.
Вікова структура популяції впливає як на народжуваність, так і на смертність. Саме ця структура характеризує співвідношення різних вікових груп і тим самим визначає їхню здатність до розмноження за певний проміжок часу, і показує, чого можна очікувати в найближчому майбутньому. У кожній популяції можна виділити 3 основних екологічних віки:
- передрепродуктивний;
- репродуктивий;
- пострепродуктивний.

Істотний вплив на чисельність популяції має статева структура, тобто співвідношення особин різної статі.
Одночасно для популяції характерна певна екологічна структура, яка є результатом відмінності демографічного типу, наприклад, вікова структура, народжуваність, смертність.
Залежно від розмірів займаної території, розрізняють 3 типи популяцій:
1. Елементарна (локальна) популяція — сукупність особин виду, що займають невелику ділянку однорідної території. В залежності від характеру умов у біогеоценозі будь-який вид розпадається на кілька елементарних популяцій. Чим одноманітніші умови, тим менша кількість елементарних популяцій у кожного виду. У природі особини елементарних популяцій часто змішуються, тому кордони між ними стираються.
2. Екологічна популяція — сукупність елементарних популяцій, приурочених до конкретних біогеоценозів. Наприклад, білка заселяє різні типи лісу, тому виділяють декілька її екологічних популяцій — соснові, ялицево-смерекові тощо. Ці популяції слабко ізольовані одна від одної і обмін генетичною інформацією між ними відбувається досить часто, але рідше, ніж між елементарними популяціями.
3. Географічна популяція — сукупність екологічних популяцій, що охоплює групи особин одного виду, які заселяють територію з географічно однорідними умовами. Чітко розмежовані одна від одної і відносно ізольовані. Вони різняться між собою плодовитістю, розмірами особин, екологічними, фізіологічними, поведінковими та іншими особливостями. Наприклад, популяції білки в заєнісейській тайзі і змішаних лісах України, степова і тундрова популяції вузькочерепної полівки. У природі межі і розміри популяцій визначаються не стільки особливостями територій, скільки властивостями особин однієї популяції.

Для практичної зручності досліджень було прийняте поняття ценопопуляції, або сукупності особин одного виду в межах ценозу. Зокрема, цей напрям розробляли російські геоботанічні школи Т. Работнова та О. Уранова. Цей підхід значною мірою поширився в Україні та дав результати в оцінці структури і динаміки популяцій рослин, в тому числі під антропогенним навантаженням.

## Субпопуляція
Субпопуляція — група схрещуваних між собою особин з дуже обмеженою міграцією всередині популяції або виду.
Субпопуляція панміктична — частина популяції, в якої забезпечується вільне схрещування.